# Standard (Einheit)
Standard war ein englisches Volumen- und Raummaß für Holz. Das Maß war im Ostseehandel in Gebrauch. 
- 1 Standard = 165 Cubic foot/Kubikfuß (engl.) = 4,25 Kubikmeter (gesägtes Holz)
- 1 Standard = 120 Kubikfuß = 3,398 Festmeter ≈ 3,4 Kubikmeter (Rundholz)